# Tinodes piquatellii
Tinodes piquatellii là một loài Trichoptera trong họ Psychomyiidae. Chúng phân bố ở miền Cổ bắc.